# Archaeomarasmius leggetti
Archaeomarasmius leggetti — викопний вид грибів монотипного роду Archaeomarasmius Hibbett, D. Grimaldi & Donoghue 1997.
Скрем'янілі рештки гриба знайдені в США у штаті Нью-Джерсі в бурштині середньокрейдових відкладень віком 90-94 мільйонів років. Ця знахідка вважалася найбільш ранньою з достовірних скам'янілостей плодових тіл шапинкових грибів, поки в 2007 році не був знайдений Palaeoagaracites antiquus, вік якого оцінюють в 100 млн років. Перше повідомлення про знахідку з'явилося в 1995 році в журналі «Nature», його зробили Д. Хіббетт і М. Донохью з Гарвардського університету (Кембридж, Массачусетс) і Д. Грімальді, співробітник Американського музею природної історії у Нью-Йорку; таксономічний опис гриба дано в 1997 році в журналі Ботанічного товариства Америки «American Journal of Botany» тими ж самими авторами.
Голотип знаходиться у відділенні ентомології Американського музею природної історії, колекційні номери AMNH NJ-90Y і AMNH NJ-90Z.
Назва роду Archaeomarasmius утворено від дав.-гр. ἀρχαῖος — «стародавній» і назви роду Marasmius. Видовий епітет дано на честь Дж. Дж. Леггетта (J.J. Leggett) і його колег — палеонтологів, що знайшли зразок.

## Знахідка зразка
Шматок бурштину, що містить включення шапинкових грибів, було знайдено в листопаді 1994 року Кейзом, Бородіним та Леггеттом (G.R.Case, P.D. Borodin, J.J. Leggett) в передмісті Нью-Йорка Східному Брансуїку. Зразок знайдений безпосередньо над шаром англ. South Amboy Fire Clay Раританської геологічної формації, що дозволило віднести його до туронського ярусу верхньої крейди і визначити вік в 90—94 млн років. Це перша і станом на 2009 рік єдина знахідка шапинкових грибів у бурштині з Нью-Джерсі. Всього у світі відомо дуже невелике число подібних екземплярів, інші знайдені в бурштині еоценової епохи з острова Гаїті (Домініканська республіка) і в бурштині крейдового періоду з Індокитаю (М'янма).
Зразок являв собою півкулю з чистого світло-жовтого бурштину діаметром близько 6 сантиметрів, яка при добуванні зруйнувалася по шарах на ~80 пластин. Всі уламки були передані в Американський музей природної історії і їм присвоєно загальний колекційний номер AMNH NJ-90. Крім залишків гриба, в уламках містяться й інші інклюзи — членистоногі (Arthropoda) та рослинні волокна.

## Дослідження
Дослідження проводилися в лабораторії Американського музею природної історії та в Кембриджі, в лабораторії музею Пібоді і лабораторії при гербарії Гарвардського університету. У двох уламках виявлені ціла шапинка гриба із залишком ніжки (зразок AMNH NJ-90Y) і фрагмент шапинки клиноподібної форми (зразок AMNH NJ-90Z). Спочатку дослідники не збиралися проводити руйнівні дослідження, але зразок AMNH NJ-90Z був випадково зламаний і включення розділилося на дві частини, це дало можливість вивчити мікроструктури гриба за допомогою скануючого електронного мікроскопа і трансмісійного електронного мікроскопа, також передбачалося провести дослідження з молекулярної філогенетики.
Дослідження за допомогою скануючого електронного мікроскопа виявило наявність залишків зруйнованих базидіоспор і чітких їх відбитків в бурштині. Трансмісійна електронна мікроскопія показала наявність аморфних гранул; тканини, гіфи або будь-які клітинні структури виявлено не було.
У Кембриджі була проведена спроба виділення і ампліфікації рибосомної ДНК (р-ДНК). Для перевірки зразка на можливу наявність інгібіторів полімеразної ланцюгової реакції (ПЛР) проведено паралельний експеримент з додаванням до екстракту з бурштину р-ДНК гриба сіітаке (Lentinula edodes). Інгібіторів ПЛР у зразку не було виявлено, а ампліфікація екстракту із включення дала негативний результат. Відсутність ДНК, а також відсутність мікроструктури тканин гриба дослідники пояснюють наявністю мікротріщин в бурштині, які порушили захист від зовнішнього впливу, в результаті чого органічне включення було зруйновано.

## Опис гриба
Плодове тіло коричневе, темно-коричневе, з центральною ніжкою. Шапинка діаметром 3,2—6 мм, плоско-опукла, тонком'ясиста (м'якуш товщиною менше 1 мм), радіально-борозниста, край підігнутий. Поверхня від гладкої до тонко текстурованої. Гіменофор пластинчастий, пластинки рідкі, прирослі, шириною не більше 1 мм, без колларіума, з цільними краями. Пластиночки і анастомози відсутні. Залишок ніжки, що зберігся, циліндричний, розміром 0,5 × 2,2 мм, гладкий. Покривала відсутні. Спори розміром 6,5—8,3 × 4,0—5,2 мкм, овальні або шірокоелліпсоїдні, гладкі, можливо, тонко текстуровані, з чітким гілярним відростком.

## Систематика
Для точної класифікації Archaeomarasmius leggetti отриманих даних недостатньо. Габітус плодового тіла і макроструктури відповідають так званим «маразміоїдним» плодовим тілам, наявність яких характерна для групи родів з родини трихоломових (Tricholomataceae) sensu lato, яка в сучасній таксономії виділяється в самостійну родину Marasmiaceae. Для сучасних родів Marasmius і Marasmiellus характерна властивість не згнивати швидко, а засихати й відновлювати життєдіяльність коли настає волога погода. Хіббетт і співавтори вважають ймовірним, що Archaeomarasmius leggetti був найбільш близьким до цих двох родів, його плодові тіла мали цю ж саму властивість і потрапили в смолу висохлими.
З мікроскопічних структур вдалося дослідити тільки ознаки спор, які відповідають як родині Marasmiaceae, так і деяким іншим таксономічним групам грибів.
Рід Archaeomarasmius був віднесений авторами до родини Tricholomataceae порядку агарикальних (Agaricales), проте вони ж відзначають, що така класифікація не може бути безсумнівною і, строго кажучи, рід займає невизначене положення (incertae sedis) в систематиці порядку Agaricales або базидіоміцетів.

## Припущення щодо екології
У зразку AMNH NJ-90 виявлено близько 40 включень комах і павукоподібних — двокрилі (Diptera), в тому числі Ceratopogonidae і Chironomidae, перетинчастокрилі (Hymenoptera) (оси і мурахи), жуки (Coleoptera), Trichoptera, терміт (Isoptera), павуки (Araneae), Pseudoscorpionida, кліщ (Acari) та інші. Виявлені також волокна рослинного походження, ймовірно залишки кори або деревини кипарисових (Cupressaceae). Серед комах присутні представники груп, для яких характерне проживання у воді або поблизу води, а наявність несправжніх скорпіонів і термітів вказує на близькість до гниючої деревині. Виходячи з цих даних, Хіббетт і співавтори припускають, що Archaeomarasmius був сапротрофом на рослинних рештках, а знайдені в бурштині екземпляри виросли на деревині кипарисових, що знаходилися поблизу водойми.

## Наукове значення знахідки
За умови прийняття запропонованої класифікації роду Archaeomarasmius, знахідка дозволяє встановити мінімальний вік (90 млн років) дивергенції трихоломових грибів.
Оскільки спроба виділити ДНК із зразка Archaeomarasmius leggetti виявилася невдалою, його не вдалося використати для калібрування часової шкали еволюції базидіоміцетів, складеної за допомогою методу молекулярного годинника М. Бербі і Дж. Тейлором. Однак, знахідка не суперечить загальній концепції, згідно з якою агарикальні гриби з'явилися 220 ± 50 млн років тому.
Близькість морфологічної схожості з сучасними родами Marasmiaceae дозволила припустити, що циркумполярний або циркумбореальний ареал деяких видів (Marasmius epidryas, Marasmiellus candidus та інших) може бути наслідком поширення стародавніх Marasmiaceae на території Лавразії і подальшого дрейфу континентів, а не тільки перенесення спор, наприклад, повітряним шляхом.